# Falsomordellistena
Falsomordellistena es un género de coleóptero de la familia Mordellidae.

## Especies
Las especies de este género son:
- Falsomordellistena alpigena Tokeji, 1953
- Falsomordellistena altestrigata (Marseul, 1876)
- Falsomordellistena aurofasciata (Nakane, 1949)
- Falsomordellistena auromaculata (Kôno, 1928)
- Falsomordellistena aurosuturalis Nomura, 1967
- Falsomordellistena ayahime Nomura, 1967
- Falsomordellistena baishanzuna Fan, 1995
- Falsomordellistena brasiliensis Ermisch, 1950
- Falsomordellistena bruneiensis Chûjô, 1964
- Falsomordellistena chrysotrichia (Nomura, 1951)
- Falsomordellistena eocenica Kubisz, 2003
- Falsomordellistena formosana (Píc, 1911)
- Falsomordellistena hananoi (Nomura, 1951)
- Falsomordellistena hime (Kôno, 1928)
- Falsomordellistena hiranoi Nomura, 1961
  - Falsomordellistena hiranoi takasagaona
- Falsomordellistena hirasana Shiyake, 1996
- Falsomordellistena humerosignata Nomura, 1967
- Falsomordellistena inouei Nomura, 1951
- Falsomordellistena katoi Nomura, 1961
- Falsomordellistena kleckai Horák, 2005
- Falsomordellistena konoi (Pic, 1936)
- Falsomordellistena konoi kotoensis
- Falsomordellistena kuri (Nomura, 1951)
- Falsomordellistena loochooana Nomura, 1964
- Falsomordellistena nipponica Nomura, 1957
- Falsomordellistena okamotoi (Kôno, 1935)
- Falsomordellistena parca Tokeji, 1953
- Falsomordellistena pseudalpigena Nomura, 1975
- Falsomordellistena pubescens (Fabricius, 1798)
- Falsomordellistena rosseolloides Nomura, 1975
- Falsomordellistena satoi (Nomura, 1951)
- Falsomordellistena shinanomensis Tokeji, 1953
- Falsomordellistena superfusca (Nomura, 1951)
- Falsomordellistena tokarana Nakane, 1956
- Falsomordellistena watanabei Nomura, 1975
- Falsomordellistena wui Fan & Yang, 1995
- Falsomordellistena yoshidai (Nomura, 1951)